# 奥尔德日赫·马哈奇
奥尔德日赫·马哈奇（捷克語：Oldřich Machač，1946年4月18日—），捷克男子冰球运动员。他曾代表捷克斯洛伐克国家队参加1968年、1972年和1976年冬季奥林匹克运动会冰球比赛，获得二枚银牌和一枚铜牌。